# Тоёда, Сакити
Сакити Тоёда (яп. 豊田 佐吉 Toyoda Sakichi, родился в Косай, Япония 14 февраля 1867 — 30 октября 1930, Япония) — японский предприниматель, изобретатель и промышленник.

## Биография

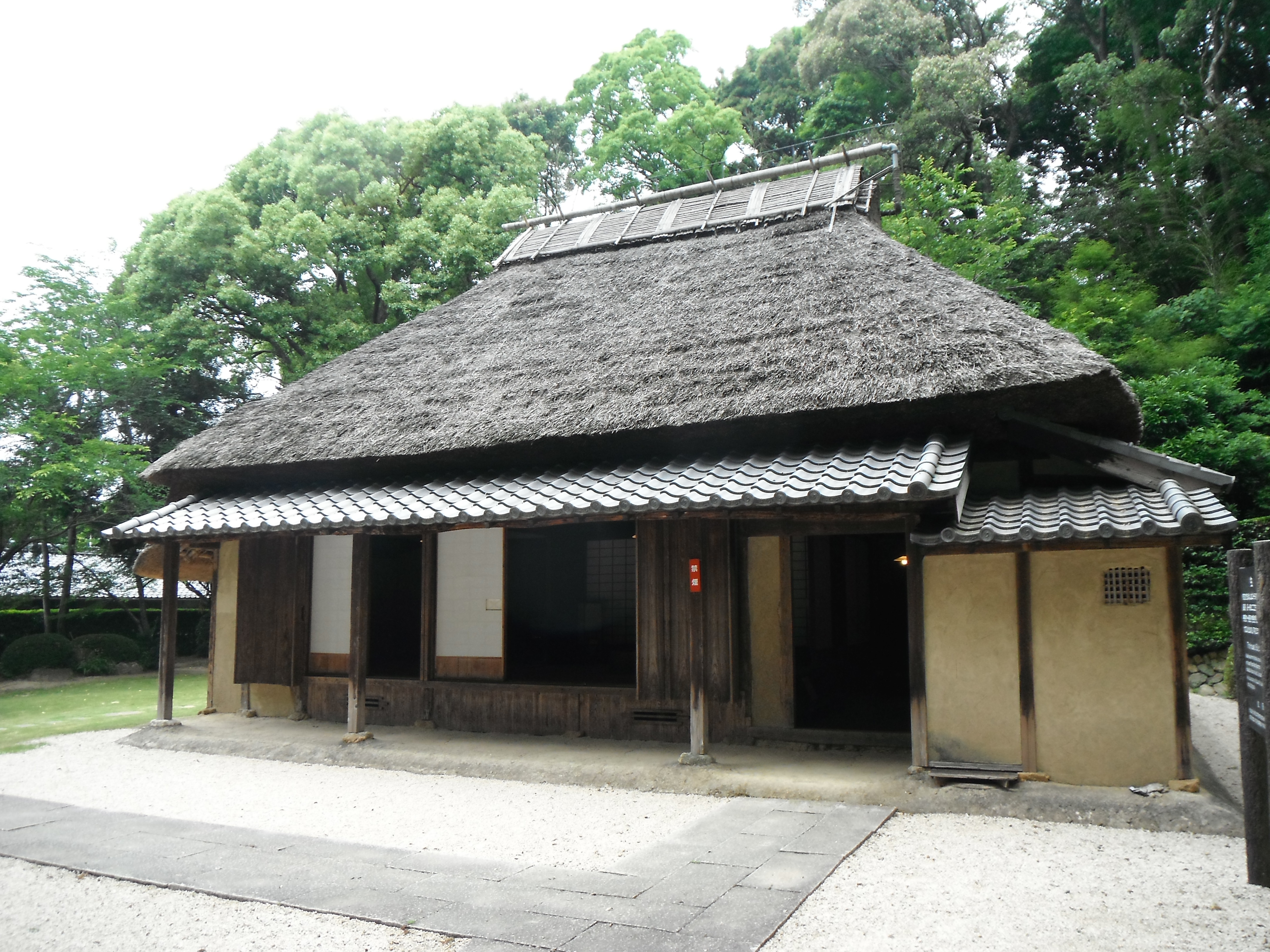
Мемориальный зал дома Сакити Тоёда [http://www.japanvisitor.com/japan-museums/sakichi-toyoda-memorial-house

Сакити родился 14 февраля 1867 в семье плотника.
В 1878 году окончил начальную школу.
Сакити подчёркивал, что на становление его философии очень сильно повлияла книга Сэмюэля Смайлса «Помощь себе» (1859).
В 1890 году посещал каждый день в течение двух недель 3-ю Национальную Промышленную выставку в Токио, и в этом году получил патент на деревянный ткацкий станок с ручным приводом.
11 июня 1894 года родился старший сын Киитиро.
В 1910 году посещает США и Европу.
В 1929 году Сакити продал патент на автоматический ткацкий станок британской компании Platt Brothers & Co., а вырученные деньги Киитиро инвестировал в создание легкового автомобиля.
30 октября 1930 года Сакити скончался от пневмонии.

## Память
В честь основателя получила своё название автомобильная компания Toyota Motor Corporation.
30 октября 1988 года открыт Мемориальный зал в восстановленном родном доме Сакити.
Представленный в 1967 году седан высшего уровня Toyota Century, получил своё имя в связи со 100-летней годовщиной со дня рождения Сакити Тоёда.

## Основные идеи

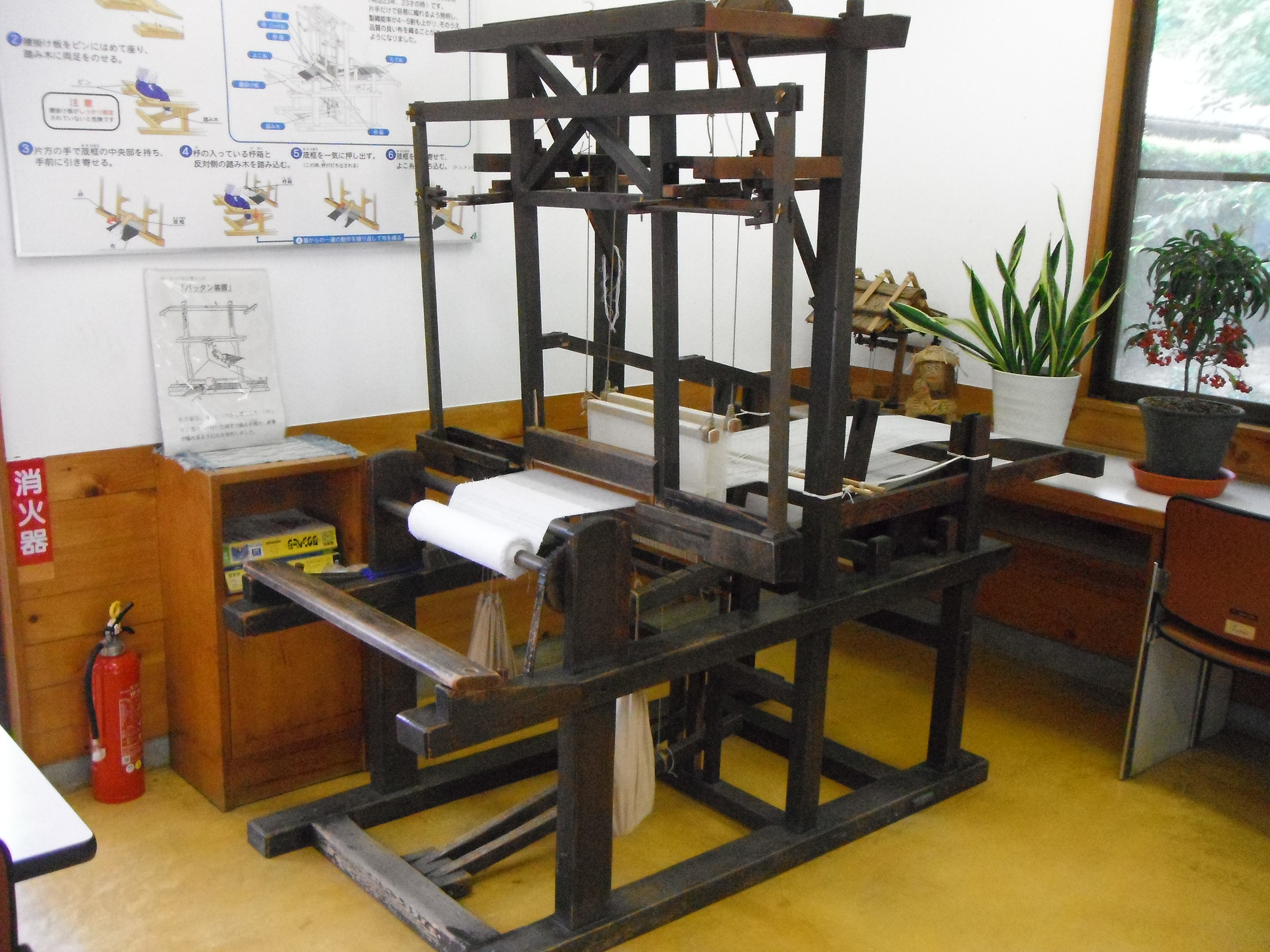
Ткацкий станок с питанием в мемориальном зале Сакити Тоёда в Косай

Сакити в 1896 году создал первый в Японии ткацкий станок с собственным электропитанием под названием «Электрический ткацкий станок Тойода».
В 1897 году основал в партнёрстве текстильную фабрику Otsukawa, на которой работали электрические ткацкие станки.
В 1910 году основал суконную фабрику Toyota automatic cloth factory.
В 1918 году основал Toyoda Boshoku Co., а 1921 году основал Toyoda Boshoku Sho в Шанхае.
В 1924 году Сакити изобрёл первый в мире автоматический ткацкий станок, в котором замена челноков производилась без прекращения работы самого станка.
В 1926 году основал «Toyoda Automatic Loom Works».
Сакити сформулировал принцип дзидока (автономизация, автоматически останавливается при возникновении проблемы), который входит в производственную систему Тойоты — если рвётся нить на механическом ткацком станке, станок должен немедленно остановиться, чтобы оператор не терял времени и усилий на производство бракованных изделий.
Сакити сформулировал правило пять почему — инструмент решения проблем через поиск первопричины: вопрос почему задаётся не менее пяти раз, чтобы выстроить всю цепь последовательно связанных между собой причинных факторов, оказывающих влияние на проблему.

## Награды
За выдающиеся заслуги был представлен к ряду наград:
- 1912 год — медалью Почета с голубой лентой
- 1924 год — второй медалью Почета с голубой лентой
- 1926 год — награждён памятным призом императорской ассоциацией изобретателей
- 1927 год — орденом третьего класса Священного сокровища.